# کوهساره
کوهساره روستایی است که در استان اردبیل، شهرستان اردبیل، بخش هیر، دهستان هیر قرار دارد.

## جمعیّت
بر اساس سرشماری سال ۱۳۸۵ جمعیّت این روستا ۶۱۲ نفر با ۱۳۶ خانوار بوده‌است.